# Charlie Davao
Charlie Davao était un acteur philippin.

## Biographie
Né Carlos Wahib Valdez-Davao à Iloílo, Charlie Davao était un mestizo avec des origines espagnole et jordanienne. Il déménagea en 1954 à Manille pour étudier à l'Université de l'Est et travailler dans la publicité en tant qu'étudiant.
Après avoir passé une audition, il fit ses débuts au cinéma en 1959 avec la Sampaguita Pictures (en) (qui tire son du jasmin sambac) dans un film avec Dolphy et Barbara Perez (en). Dans les années suivantes, il se fit remarquer dans des films comme Trudis Liit (tl) avec Vilma Santos (en) et Bella Flores (en), mais son premier rôle important fut 7 Mata-Hari, film inspiré des James Bond où il incarnait le méchant, l'agent 009.
Dans les années 70 et années 1980, il fut au générique de films de série B coproduits par Hollywood comme Fureur aveugle} (un braquage de banque par 5 aveugles pratiquant les arts martiaux), The Last Reunion (en) (un Japonais se venge des Américains qui ont tué ses parents devant lui), Femmes en cages (un film de prison pour femmes). Il n'évita pas quelques nanars, dont The Killing of Satan qui selon Nanarland « nous conte l’histoire étrange d’un homme à qui il arrive des trucs franchement pas nets, à base, entre autres, de fortes quantités de caoutchouc et de peinture. »
Jusqu'à sa mort, il continua à tourner pour le cinéma et la télévision,.

## Filmographie sélective
- 1963 : Trudis Liit (tl)
- 1965 : 7 Mata-Hari
- 1971 : Femmes  en cages
- 1976 : Fureur aveugle
- 1982 : The Last Reunion (en)
- 1983 : The Killing of Satan
- 1988 : Afuang: Bounty Hunter (en)
- 1991 : Batas ng .45 (en)
- 1994 : Once Upon a Time in Manila (en)